# Contea di Marshall (Kentucky)
La contea di Marshall in inglese Marshall County è una contea dello Stato del Kentucky, negli Stati Uniti. La popolazione al censimento del 2000 era di 30 125 abitanti. Il capoluogo di contea è Benton